# 荊州戰鬥
荊州戰鬥發生於1917年12月1日－1918年1月30日，地點則是在中國湖北荊州。是北洋政府時期內戰之一，交戰兩方為的黎天才與石星川的鄂第一師及吳佩孚部隊之王承斌、閻相文、蕭耀南、張福來率領之混成旅，最後，吳佩孚軍系獲勝，吳佩孚取得一方之霸。之後，黎與吳逃亡，其餘大部分部隊與將領被吳佩孚收編。